# 육군개발청
육군개발청(陸軍開發廳, 독일어: Amt für Heeresentwicklung; AHEntwg)은 독일 연방방위군 육군의 산하기관 중 하나다. 훈련, 조직, 물자계획 등 행정업무를 담당한다. 직제상 사단급 사령부로 취급된다. 육군청의 후계기관이라 할 수 있다.

## 직제
- 청장 - 기관 수장
- 참모부
  - 참모장
- 기초/개요 (Grundlagen/Querschnitt; Grdlg/Quer)
- 전투개발 (Weiterentwicklung Kampf; WE Kpf)
- 수색/지원개발 (Weiterentwicklung Aufklärung/Unterstützung; WE Aufkl/Ustg)
- 급조폭발물대응 (C-IED)
- 조직 (Organisation; Org)

## 역대 청장
1. 소장 에어하르트 드레프스: 2013년 6월 27일-2014년 11월 24일
2. 소장 볼프강 쾨프케: 2014년 11월 24일-2016년 9월 22일
3. 소장 라인하르트 볼스키: 2016년 9월 22일-현재